# فاقوس (مركز)
مركز فاقوس، مركز إداري مصري. يقع في محافظة الشرقية الواقعة في جمهورية مصر العربية. القاعدة الإدارية للمركز هي مدينة فاقوس، وتضم كذلك مدينة الصالحية الجديدة.